# ميريام كولز هاريس
ميريام كولز هاريس (بالإنجليزية: Miriam Coles Harris)‏ (7 يوليو 1834، لونغ آيلند في الولايات المتحدة - 23 يناير 1925، بو في فرنسا)؛ صحفية وروائية أمريكية.